# Club de Deportes Temuco (femenino)
Club de Deportes Temuco Femenino es la rama femenina de ”Club de Deportes Temuco", club radicado en dicha ciudad en el año 2005 en la Región de La Araucanía. Se ha desempeñado tanto en ANFA, como en la Asociación Nacional de fútbol profesional ANFP, por primera vez en el año 2013. Participa actualmente en la Primera B de fútbol femenino de Chile siendo el estadio German Becker su recinto local con una capacidad actual de 18.100 personas. En la actualidad Deportes Temuco se mantiene compitiendo en el Ascenso Femenino 2025, en el cual las Albiverdes son partes del Grupo Sur y se encuentran en las primeras posiciones de la tabla.
Los colores representativos del club son el blanco y el verde. Su emblema incluye una cruz de Malta (de ocho puntas) y de una letra T sobre ella, tiene sus orígenes en Green Cross y en Deportes Temuco. El nombre de la institución proviene exclusivamente de la ciudad a la que representa. La palabra Temu co, proviene del mapudungun y significa «agua del temu»; el temu es un árbol nativo del sur de Chile, utilizado ancestralmente por el pueblo mapuche por sus propiedades medicinales. Esta identidad visual y lingüística no solo honra la historia del club, sino también la riqueza natural y cultural del territorio mapuche que lo acoge. 
En 2013 el elenco Albiverde participa por primera vez en el campeonato femenino ANFP con el nombre de Deportes Temuco al ser comprado por el exfutbolista chileno Marcelo Salas, luego de haber jugado con el nombre de Unión Temuco desde 2008 – 2013. Dentro de las participaciones más destacadas desde su mandato sobresale a las semifinales del Campeonato de Apertura del Fútbol femenino en 2014, con un resultado adverso frente a Santiago Morning. Asimismo, la escuadra de la Región de la Araucanía registra 12 instancias de cuartos de final en el certamen. 

## Historia
Como antecesor tiene al plantel de "Temuco" tetracampeon del Nacional de Fútbol Femenino Laboral Canadela Asimca o Nacional de Fútbol Femenino Aniversario de Temuco desde el 2005 hasta el 2008 todas en la final contra Calama, siendo jugadas en el Estadio de Pueblo Nuevo.[cita requerida]
El equipo de "Deportes Temuco Femenino" fue dirigido por el 2007, luego de la pérdida de afiliación del club masculino el 2007, el equipo pasó a ser dirigido por Ramón Velásquez en ANFA el 2009, logrando dos títulos Regionales de la ANFA (2009 y 2011), un subcampeonato del mismo, como también ha participado del Nacional ANFA, la Copa Nike, de la que fue campeón y el Nacional de Campeones Regionales, realizado en enero de 2010 en la ciudad de Puerto Montt.
El club de Deportes Temuco Femenino vuelve a reestructurarse el 30 de diciembre de 2009 bajo la personería jurídica N° 901.427-6 del Instituto Nacional de deportes amparado en la Ley 19.712. Fue constituido sobre la base del Club Femenino El Mirador el cual poseía 18 años de trayectoria en el deporte amateur de Temuco con un sistema de organización autónoma, pero estando ligada y articulada con la institución Club de Deportes Temuco.[cita requerida]
En 2012, el club vuelve a ser parte de la ANFP. En 2013, el club concreta la absorción de la rama femenina de Unión Temuco.

En 2014, el cuadro temucano logró clasificar a los Play Offs de la Primera División, eliminando a Audax Italiano en los cuartos de final. En 2021, descendió a la Primera B, tras perder el partido de promoción ante Deportes La Serena por un global de 2-1.

## Datos del club
- Temporadas en Primera División femenino: 6 (2013 - 2021)
- Temporadas en Primera B femenino: 1 (2022) - presente
- Debut en Primera División femenino: Apertura 2013.
- Mejor puesto en la liga: Semifinalista en Apertura 2014.
- Mejor puesto en Copa Chile: Octavos de final en 2009 (Como Unión Temuco).

## Palmarés
- Torneo de fútbol femenino Zona Sur (1) : 2012 (como Unión Tco)
- Nacional de campeones regionales ANFA (1): 2010
- Campeonato Regional ANFA (2): 2009, 2011
- Campeonato Nacional de Fútbol Femenino Laboral Canadela Asimca (4): 2005,2006,2007,2008
- Subcampeonato Regional ANFA (1): 2011
- Subcampeonato Copa Araucanía (1): 2012

### Divisiones inferiores
- Primera División de fútbol femenino Zona Sur Sub 17 (1)  : 2012 (como Unión Tco)

Deportes Temuco ejerce de local en el Estadio Germán Becker, conocido en sus principios como “Estadio Municipal de Temuco”, en 1993 se realiza un cambio en homenaje al exalcalde Germán Becker, quien fue el principal ejecutor de este edificio y fanático del club “Deportes Temuco”. Según el Departamento de Deportes de Temuco (s.f.) el recinto cuenta con dependencias como la Piscina municipal, el Museo del Deporte, canchas de tenis, cancha de básquetbol, parque y laguna, cancha de vóleibol playa y el reconocido estadio Bicentenario Germán Becker. 
El estadio fue construido en 1964 y posteriormente inaugurado el 13 de agosto de 1965, con un cuadrangular que contó con la participación de Green Cross Temuco (actual Deportes Temuco), Universidad Católica, Universidad de Chile y Colo-Colo. El evento fue seguido y comentado por el fallecido periodista Julio Martínez, quien recibió el Premio Nacional de Periodismo. Además, el recinto fue el escenario de un recordado encuentro en el que Green Cross Temuco venció a la selección de la Unión Soviética ante más de 31 mil espectadores. 
El Estadio Germán Becker, ha sido un escenario clave para importantes competiciones deportivas. En la Copa América 2015, recibió a las selecciones de Venezuela, Colombia, Perú y Brasil, en un torneo que finalizó con el histórico triunfo de Chile. Además, ha sido sede de diversos eventos internacionales, como la "Copa Mundial Femenina sub-20 el año 2008", el "Mundial de Rugby Juvenil 2013", Copa América, Liga Chilena en sus distintas divisiones y diversos encuentros de la selección nacional. 
La clasificación de la selección femenina chilena al Mundial de Francia 2019, sumada a la obtención del subcampeonato de la Copa América 2018, significó un punto de inflexión para dar a conocer el fútbol femenino gracias al gran apoyo que obtuvieron por parte del país. Por ende, este creciente reconocimiento del fútbol femenino ha llevado al aumento del número de jugadoras federadas. En ese mismo análisis, se destaca que mientras países como España, Inglaterra y Colombia han invertido en academias, campeonatos juveniles y tecnificación del fútbol base femenino, Chile continúa dependiendo del talento individual y de la perseverancia de entrenadores informales.
Según la Biblioteca del Congreso Nacional de Chile, entró en vigor la ley 21.436, la cual establece la obligatoriedad de que todas las jugadoras que se incorporen a equipos pertenecientes al fútbol profesional deben contar con contratos laborales formalizados como deportistas profesionales. Esta normativa garantiza el derecho a recibir una remuneración justa por el trabajo que desempeñan. De este modo, las ligas femeninas nacionales de la categoría adulta pueden estar conformadas exclusivamente por equipos compuestos con jugadoras contratadas formalmente bajo esta normativa. 
A raíz de la abrupta salida de Esteban Valencia del equipo femenino, quien asumió la dirección técnica del plantel masculino de Mario Salas, quien dirigió varios equipos chilenos, entre ellos:  AC Barnechea, Huachipato, Universidad Católica, Colo-Colo, Magallanes y Ñublense. Con los “Diablos Rojos”, llegó a la final de la Copa Chile y los clasificó a la Copa Libertadores 2025 (Miranda, 2024, 04 diciembre). Además, Salas dirigió un total de 40 partidos con 15 victorias, 11 empates y 14 derrotas, lo que da como resultado un 46,7% de rendimiento en su rol como entrenador de Ñublense.
Actualmente, el equipo Albiverde realiza su debut en el torneo de ascenso femenino 2025 con contratos formalizados para todo el plantel profesional, y se mantiene en los primeros lugares de la tabla de posiciones. El plantel es dirigido por el director técnico Luis Olivares, quien anteriormente estuvo a cargo de la escuadra deportiva de fútbol  Imperial Unido perteneciente a la comuna de Nueva Imperial, ubicada en la Región de la Araucanía. Lo acompaña Gonzalo Bascur como preparador físico, mientras que Miguel Latín es el encargado del desarrollo formativo de las divisiones sub-15 y sub-17. 